# Robert Bauman
Robert Bauman (ur. 4 kwietnia 1937) – amerykański polityk, członek Partii Republikańskiej. 

## Życiorys
W latach 1973–1981 był przedstawicielem pierwszego okręgu wyborczego w stanie Maryland w Izbie Reprezentantów Stanów Zjednoczonych.